# Vyšná Sitnica
Vyšná Sitnica és un poble i municipi d'Eslovàquia. Es troba a la regió de Prešov, al nord del país.

## Història
La primera referència escrita de la vila data del 1408.

## Demografia
| Godina             | 1994 | 2004    | 2014   | 2024    |
| ------------------ | ---- | ------- | ------ | ------- |
| Nombre de persones | 458  | 410     | 382    | 325     |
| Diferència         |      | −10,48% | −6,82% | −14,92% |

| Godina             | 2023 | 2024   |
| ------------------ | ---- | ------ |
| Nombre de persones | 326  | 325    |
| Diferència         |      | −0,30% |